# Hermanas del Corazón Inmaculado de África
La Congregación de Hermanas del Corazón Inmaculado de África (oficialmente en inglés: Congregation of the Immaculate Heart Sisters of Africa) es una congregación religiosa católica femenina, de vida apostólica y de derecho diocesano, fundada por el misionero Gerald Grondin, en Nyegina (Tanzania), en 1952. A las religiosas de este instituto se les conoce como Hermanas del Corazón Inmaculado de África o también como hermanas de Maryknoll de África. Sus miembros posponen a sus nombres las siglas I.H.S.A.

## Historia
El misionero estadounidense Gerald Grondin, de la Sociedad Misionera de Maryknoll y ordinario de la prefectura apostólica de Musona, fundó una congregación de religiosas, con el fin de atender a vocaciones nativas, en Nyegina (Tanzania). El instituto fue llamado Hermanas del Corazón Inmaculado de África y el mismo fundador, luego de un tiempo de pruebas de sus religiosas y con la aprobación de la Congregación de Propaganda Fide, el 17 de julio de 1952, le dio un estatuto jurídico como congregación religiosa de vida apostólica y de derecho diocesano.

## Organización
La Congregación de Hermanas del Corazón Inmaculado de África es un instituto religioso diocesano centralizado, cuyo gobierno es ejercido por una superiora general. La casa central se encuentra en Musoma (Tanzania).
Las religiosas de esta congregación se dedican a la educación y a la atención sanitaria. Están presentes en Estados Unidos y Tanzania.